# Шаркі (Вармінсько-Мазурське воєводство)
Шаркі (пол. Szarki, нім. Sargen) — село в Польщі, у гміні Лельково Браневського повіту Вармінсько-Мазурського воєводства.
Населення — 18 осіб (2011).
У 1975-1998 роках село належало до Ельблонзького воєводства.

## Демографія
Демографічна структура станом на 31 березня 2011 року:
|          | Загалом | Допрацездатний вік | Працездатний вік | Постпрацездатний вік |
| -------- | ------- | ------------------ | ---------------- | -------------------- |
| Чоловіки | 8       | 2                  | 4                | 2                    |
| Жінки    | 10      | 0                  | 6                | 4                    |
| Разом    | 18      | 2                  | 10               | 6                    |